# Genrih Alekszandrovics Fedoszov
Genrih Alekszandrovics Fedoszov (oroszul: Генрих Александрович Федосов; Velikije Luki, 1932. december 6. – Moszkva, 2005. december 20.) szovjet válogatott orosz labdarúgócsatár.
A szovjet válogatott tagjaként részt vett az 1958-as labdarúgó-világbajnokságon.